# ۷۵۰ (پیش از میلاد)
۷۵۰ (پیش از میلاد) ۷۵۰مین سال قبل از تقویم میلادی است.